# Chet Miller
Chet Miller (Detroit, 19 de julho de 1902 — Indianápolis, 15 de maio de 1953) foi um automobilista norte-americano.
Ele esteve em dezoito (dezesseis) 500 Milhas de Indianápolis (duas quando a prova fazia parte do calendário da Fórmula 1 de 1950 até 1960): 1928 (não se qualificou), 1930-1941, 1946, 1948, 1950 (não se qualificou)-1952. Seu melhor resultado foi o 3º lugar em 1938.
Faleceu durante a seção de testes para as 500 Milhas de Indianápolis, circuito Indianapolis Motor Speedway, em 15 de maio de 1953. Durante a sua longa carreira na Formula Indy, Miller ganhou o apelido "Decano da Speedway".
Embora Miller tenha alcançado o melhor tempo na classificação para o GP de Indianapolis 500 de 1952, começou a corrida do lado de fora, na nona fila. Miller dirigiu mais de 5 000 milhas (8 000 km) em Indianápolis mantendo a liderança, um recorde.